# Ludwigskirche (Bad Dürkheim)
Die Stadtpfarrkirche St. Ludwig in Bad Dürkheim wurde nach Plänen von Johann Bernhard Spatz zwischen 1828 und 1829 im klassizistischen Stil erbaut. Sie wurde in den 1970er Jahren und aufgrund von starker Innenraumverschmutzung und weiteren Mängeln erneut 2008 renoviert. Die Kirche gehört zur Pfarrei Hl. Theresia vom Kinde Jesus Bad Dürkheim, die 2015 durch Zusammenlegung der bisherigen fünf Pfarreien der Pfarreiengemeinschaft Bad Dürkheim entstand und zum Dekanat Bad Dürkheim im Bistum Speyer gehört.

## Baubestand

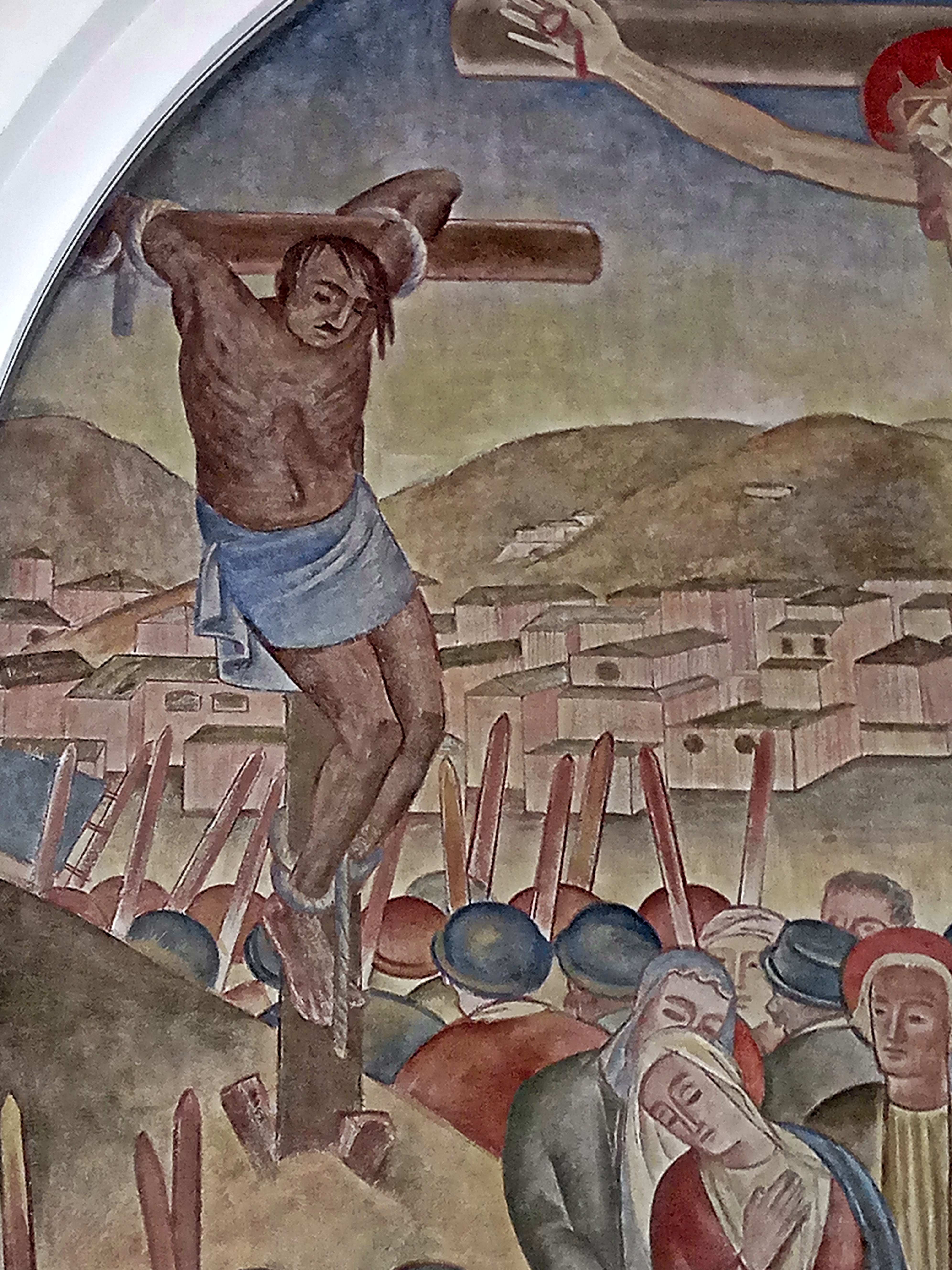
Altarbild von Paul Thalheimer, gekreuzigter Verbrecher mit den Gesichtszügen Adolf Hitlers

Es handelt sich um einen geosteten, klassizistischen Walmdachbau mit sieben Fensterachsen, Portikus und östlich angebautem Turm mit Galerie. Das Innere ist modern gestaltet. Der Bau der Kirche hängt zusammen mit der erstmals nach der Reformation erfolgten Wiedereinrichtung einer kath. Pfarrei in Bad Dürkheim, 1828 und wurde weitgehend durch eine 1827 von König Ludwig I. im ganzen Königreich Bayern ausgeschriebenen Kollekte finanziert. Außerdem wurde im Vorfeld die uralte, den Dürkheimer Katholiken als Hauptkirche dienende St. Peterskirche in Pfeffingen aufgegeben und samt Pfarrhaus und Gelände veräußert. 

## Altarbild
1938/39 fertigte der Künstler Paul Thalheimer (1884–1948) ein monumentales Kreuzigungs-Wandbild im Chorraum. Als Hitler-Gegner stellte er den Reichskanzler darauf als einen der Verbrecher dar, die mit Jesus am Kreuz starben. Das Gemälde ist bis heute erhalten und gehört zu den besonderen Raritäten der Stadt. Merkwürdigerweise wurde es in der NS-Zeit nicht beanstandet.

## Glocken
Die Kirche besitzt vier Glocken, die 1954 von Andreas Hamm aus Frankenthal gegossen wurden:
1. Christ König, 1380 kg, Schlagton cis1, größte Glocke der Stadt.
2. St. Josef, 1040 kg, Schlagton dis1
3. Sta. Maria, 720 kg, fis1
4. St. Michael, 510 kg, gis1

An den Uhrschlag sind die Glocken fis und dis angeschlossen. Erstere schlägt die Viertelstunden, letztere die Stunden. Nach dem Uhrschlag läutet um 12:00 Uhr Glocke 3 fis1, um 18:00 Uhr Glocke 2 dis1.
Alle Glocken hängen an um Kronenhöhe gekröpften Jochen in einem Stahlglockenstuhl und besitzen Omega-Läutemaschinen der Herforder Elektromotoren-Werke aus dem Jahre 1954. Die Kröpfung musste aus Platzgründen durchgeführt werden, hatte jedoch keine klangliche Einbußen.

## Orgel
Die Orgel wurde im Jahre 2010 erbaut. Sie ersetzt ein Instrument, das 1959 von Walcker erbaut worden war und 31 Register auf drei Manualen mit Pedal umfasste. Am 28. September 2008 war sie das letzte Mal zu hören. Danach wurde sie wegen ihres schlechten Zustandes abgebaut und nach Polen verkauft.

| I Hauptwerk  |       |
| Prinzipal    | 8′    |
| Spitzgedackt | 8′    |
| Oktave       | 4′    |
| Rohrflöte    | 4′    |
| Superoktav   | 2′    |
| Mixtur IV–VI | 1 ⁄3′ |
| Trompete     | 8′    |

| II Schwellwerk  |    |
| Flötenprinzipal | 8′ |
| Gedeckt         | 8′ |
| Salizional      | 8′ |
| Engprinzipal    | 4′ |
| Kleingedeckt    | 4′ |
| Sesquialter     | 2′ |
| Salicet         | 2′ |
| Scharff IV      | 1′ |
| Kopftrompete    | 8′ |
| Tremolo         |    |

| III Rückpositiv |       |
| Gedeckt         | 8′    |
| Nachthorn       | 4′    |
| Prinzipal       | 2′    |
| Quinte          | 1 ⁄3′ |
| Sifflöte        | 1′    |
| Zimbel IV       | 1′    |
| Musette         | 8′    |
| Tremolo         |       |

| Pedal C–f1   |     |
| Subbass      | 16′ |
| Oktavbass    | 8′  |
| Pommer       | 8′  |
| Choralbass   | 4′  |
| Mixtur V     | 4′  |
| Stillposaune | 16′ |

Die neue Orgel wurde von der Firma Orgelbau Matz & Luge (Rheinmünster) gebaut. Das Instrument hat 28 Register auf zwei Manualen mit Pedal und ein Glockenspiel. Die Spieltrakturen sind mechanisch, die Registertrakturen sind elektrisch.

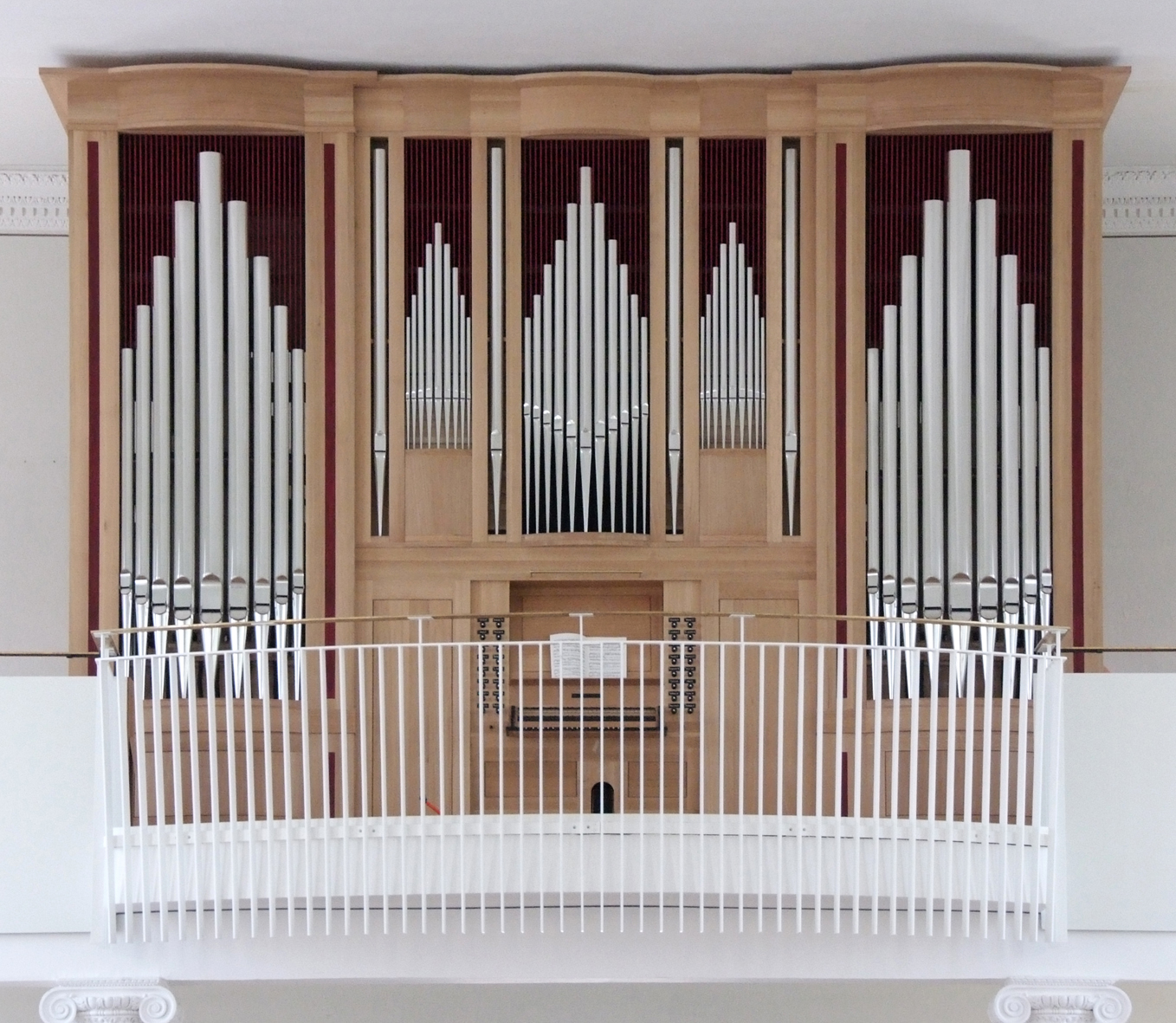
Blick auf die Orgel

| I Hauptwerk C–g3     |       |
| Bourdon              | 16′   |
| Prinzipal            | 8′    |
| Gamba                | 8′    |
| Rohrflöte            | 8′    |
| Dolce (ab c)         | 8′    |
| Oktave               | 4′    |
| Hohlflöte            | 4′    |
| Quinte               | 2 ⁄3′ |
| Superoktave          | 2′    |
| Mixtur IV            | 1 ⁄3′ |
| Cornett III          | 2 ⁄3′ |
| Trompete             | 8′    |
| Glockenspiel (c0–f2) |       |

| II Schwellwerk C–g3 |        |
| Salizional          | 8′     |
| Lieblich Gedackt    | 8′     |
| Bifaria             | 8′     |
| Flauto amabile      | 8′     |
| Fugara              | 4′     |
| Traversflöte        | 4′     |
| Nasard              | 2 ⁄3′  |
| Piccolo             | 2′     |
| Terz                | 1 3⁄5′ |
| Progressio III      | 2′     |
| Oboe                | 8′     |
| Tremulant           |        |

| Pedal C–f1 |     |
| Violon     | 16′ |
| Subbass    | 16′ |
| Oktavbass  | 8′  |
| Fluttbass  | 4′  |
| Posaune    | 16′ |

- Koppeln: II/I, I/P, II/P

## Einzelnachweise

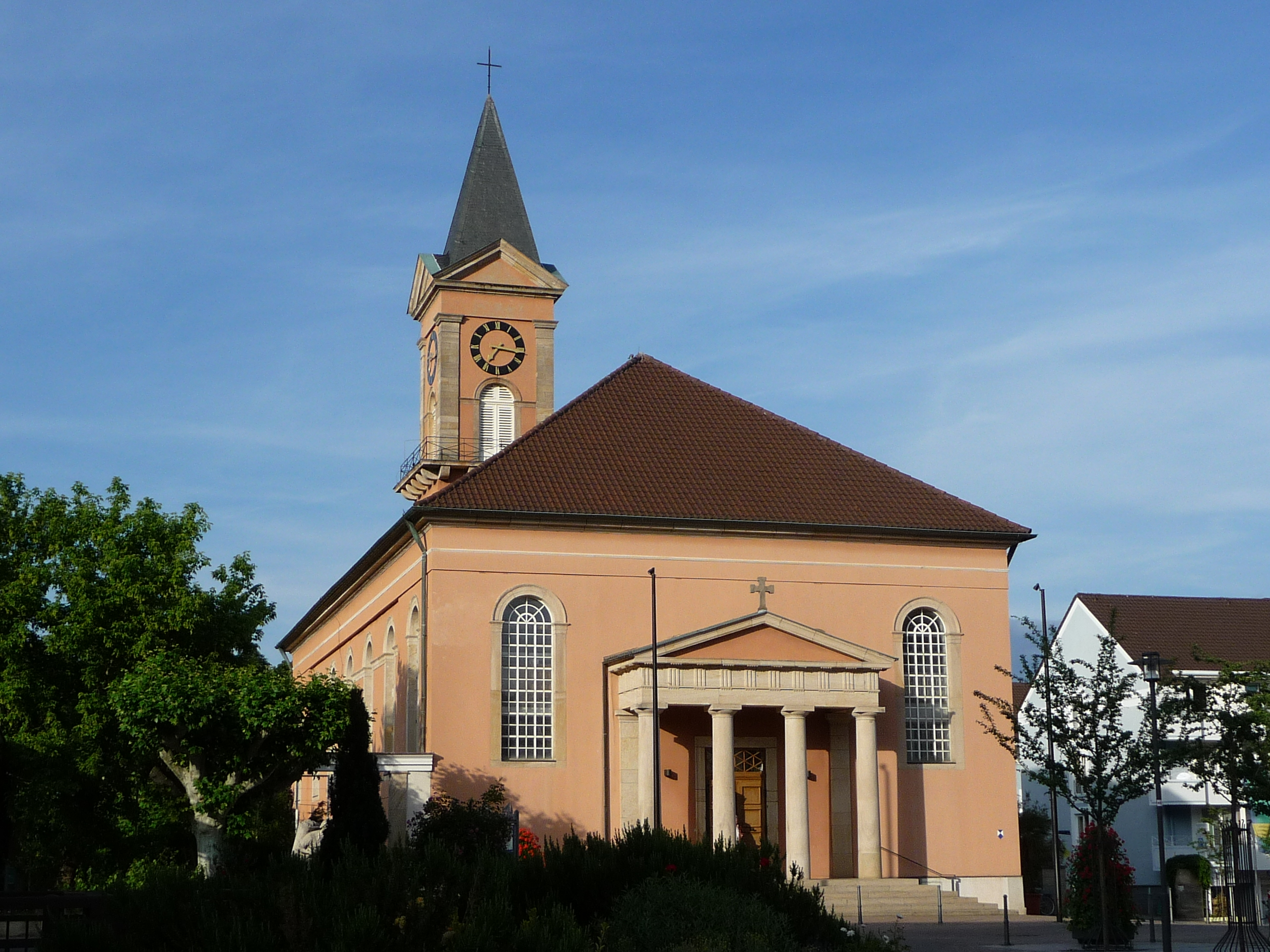
Ludwigskirche von Westen, mit Fassade